# 토미 닐손
에리크 토미 닐손(스웨덴어: Erik Tommy Nilsson, 1960년 3월 11일 ~ )은 스웨덴의 가수, 작곡가이다.